# Ndogbikin
Ndogbikin (ou Ndog Bikin, Ndogbikim) est un village du Cameroun, rattaché au canton de Bati et à la commune de Nyanon, situé dans le département de la Sanaga-Maritime et la région du Littoral.

## Population
Lors du recensement de 2005, on y dénombrait 98 personnes.
Avec Kelleng, Mbougué et Nyambat, c'est l'une des quelques localités où l'on parle le bati, une langue bantoue.